# Bad Zwischenahn
Bad Zwischenahn is een gemeente in de Duitse deelstaat Nedersaksen. De gemeente is gelegen in het zuidoosten van de Landkreis Ammerland, ten westen van de stad Oldenburg. Bad Zwischenahn telt 29.129 inwoners.
De gemeente bestaat uit 19 buurtschappen. In het noordoosten grenst de gemeente aan Wiefelstede, in het zuiden aan Edewecht, in het noordwesten aan Westerstede en in het zuidoosten aan Oldenburg.

## Geografie
Bad Zwischenahn ligt aan het toeristisch belangrijke  Zwischenahner Meer in een gebied met veel geestgronden en veengebieden. Vanwege de mogelijkheid, als geneeskrachtig beschouwde modderbaden te nemen, kon de plaats tot een staatlich anerkanntes Moorheilbad uitgroeien.

## Verkeer

### Wegverkeer
De Autobahn A28 Oldenburg-Leer loopt door het noorden van de gemeente Bad Zwischenahn. Deze Autobahn heeft drie afritten binnen de gemeente, van noordwest naar zuidoost:
- nr. 7, van waaraf men na 7 km het Ortsteil Dreibergen aan de noordoever van het meer bereikt. Vanuit het noorden van Nederland is dit, via Leer, de kortste weg.
- nr. 8 naar het meer, van waaraf men, rijdend langs de oostoever ervan, na 5 km het Ortsteil Kayhausen bereikt; om in Bad Zwischenahn zelf te komen, moet men in Kayhausen rechts afslaan.
- nr. 9 Neuenkruge, 6½ km ten oosten van Kayhausen.

### Openbaar vervoer
Aan de spoorlijn Oldenburg - Leer ligt Station Bad Zwischenahn, waar dagelijks ook enkele intercity-treinen stoppen. Het is eindpunt van lijn RS3 van de Regio-S-Bahn Bremen/Niedersachsen. Het voormalige spoorlijntje naar Edewecht is in 1992 opgebroken en heeft plaats gemaakt voor een fietspad.
De streekbus van Westerstede naar Oldenburg v.v. rijdt door Bad Zwischenahn. Ook de lokale buurtbussen van zuiderbuur Edewecht doen Bad Zwischenahn aan.

### Luchtvaart
Rostrup, gemeente Bad Zwischenahn, beschikt over een klein vliegveld met één graspiste, bedoeld voor de zweefvliegsport. Het is jaarlijks van april t/m oktober geopend.

## Bestuurlijke indeling
De gemeente Bad Zwischenahn is opgebouwd uit 19 buurtschappen:
- Bad Zwischenahn I Ost
- Bad Zwischenahn I West
- Bad Zwischenahn II
- Specken,  Z (ten zuiden van Bad Zwischenahn)
- Ekern (met Burgfelde en Aschwege) ( ZW)
- Dänikhorst (ZW)
- Ohrwege (met Ohrwegerfeld, Altenkamp en Querenstede) ( ZW )
- Rostrup I (met Gut Eyhausen en Hösjekamp) (direct WNW)
- Rostrup II (met Deepenfurth)
- Elmendorf (met Langebrügge en Wilbroksmoor) ( 5½ km N)
- Helle (met Dreibergen, Meyerhausen, Kreyenkamp, Hellermoor en het voormalige 'Altenkirchen') (N)
- Aschhausen (NO)
- Kayhausen (direct O)
- Kayhauserfeld (O)
- Petersfehn I (met Bloh Süd) (10 km ZO, en dicht bij Eversten, stadsdeel van Oldenburg)
- Petersfehn II
- Wehnen (met Bloh Nord) (8 km O)
- Ofen aan de Z-kant tegen Wehnen aan liggend
- Westerholtsfelde ( 6½ km O, bij afrit 9 van de A28)

### Aantal inwoners per buurtschap
- Aschhausen 1.625
  - Bad Zwischenahn I 2.936
  - Bad Zwischenahn II-Ost 2.628
  - Bad Zwischenahn II-West 2.004
- Totaal Bad Zwischenahn 7.568
- Bloh 564
- Dänikhorst 524
- Ekern 1.221
- Elmendorf 816
- Helle 621
- Kayhausen 1.464
- Kayhauserfeld 763
- Ofen 2.708
- Ohrwege 2.321
  - Petersfehn I 3.352
  - Petersfehn II 669
- Totaal Petersfehn 4.021
  - Rostrup I 2.935
  - Rostrup II 403
- Totaal Rostrup 3.338
- Specken 980
- Wehnen 1.081
- Westerholtsfelde 207

Totaal per 31 december 2020: 29.822
Bron: www.bad-zwischenahn.de PDF-document op gemeentewebsite, blz. 12
Cijfers exclusief tweede-woningbezitters.

## Economie
In de omgeving van Bad Zwischenahn zijn, vanwege de in de 20e eeuw onder het veen vandaan gekomen, daarvoor zeer geschikte grond,  enkele boomkwekerijen, waaronder één zeer grote,  te vinden. Relatief belangrijke fabrieken in de gemeente produceren worst, respectievelijk douchewanden en aanverwante artikelen. Genoemde drie bedrijven hebben alle tussen de 200 en 500 medewerkers, en exporteren hun producten naar diverse EU-landen.
Bad Zwischenahn is een kuuroord aan het toeristisch belangrijke  Zwischenahner Meer, zodat het kuurbedrijf en het toerisme belangrijke bedrijfstakken in de gemeente zijn. In het dorp Ekern staan twee middelgrote fabrieken van bouw- en infrastructuurmaterialen (beide meer dan 100 werknemers) van boven-regionaal belang.  De hierna beschreven grote psychiatrische kliniek draagt ook in belangrijke mate bij aan de werkgelegenheid. Ten slotte wonen er in de gemeente een niet gering aantal mensen, die dagelijks voor werk of studie naar de stad Oldenburg pendelen (woonforensen).

## Geschiedenis

### Prehistorie
De oudste sporen van menselijke activiteit in het gebied worden van rond 10.000 à 12.000 jaar geleden gedateerd. Het was vermoedelijk nimmer permanent bewoond.

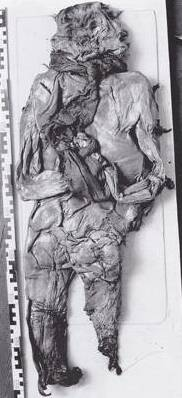
Veenlijk jongen van Kayhausen

In 1922 ontdekte een turfsteker in het veen bij Kayhausen een veenlijk. Wetenschappelijk onderzoek wees uit, dat het ging om het stoffelijk overschot van een jongetje van niet ouder dan 7 jaar. Het kind droeg een cape van kalfsvel, en was opzettelijk om het leven gebracht. Het kind is tussen de 4e en de 1e eeuw voor de jaartelling overleden. De stoffelijke resten zijn opgenomen in de collectie van het Landesmuseum für Natur und Mensch te Oldenburg.
Archeologisch onderzoek heeft uitgewezen, dat de locatie van Bad Zwischenahn vanaf circa 500 tot circa 800 geheel onbewoond moet zijn geweest.

### Van de middeleeuwen tot 1933
Bad Zwischenahn wordt geacht in 1124 te zijn gesticht. Graaf Egilmar II van Oldenburg (1108–1142) zou toen de nog bestaande Johannes-de-Doperkerk hebben laten bouwen. De gemeente deelde daarna de historische lotgevallen van het Graafschap Oldenburg en later het Hertogdom Oldenburg, en na de Napoleontische tijd die van het Groothertogdom Oldenburg en het Duitse Keizerrijk.
In 1837 werd een straatweg van Westerstede via Zwischenahn naar Oldenburg aangelegd, en in 1867 de spoorlijn Leer-Oldenburg. In deze tijd ontstonden de moderne opvattingen over het kuurbedrijf en het toerisme. Mede hierdoor kwam de ontwikkeling van Bad Zwischenahn tot kuuroord op gang. Rond 1850 liet groothertog Peter II van Oldenburg de veenkolonie Petersfehn stichten. Deze ligt halverwege Bad Zwischenahn en de stad Oldenburg.
In de vroege 20e eeuw begonnen in Bad Zwischenahn dezelfde economische ontwikkelingen als in het naburige Edewecht: de ontwikkeling van turfwinning, de bouw van nieuwe dorpen (veenkolonies), en het ontstaan van moderne landbouwbedrijven.

### 1933-1945
In 1939 werd bij Rostrup door de Luftwaffe een Fliegerhorst aangelegd, vooral voor militaire vliegtuigen, die boven de Noordzee weerkundige waarnemingen moesten verrichten. Vanaf het najaar van 1944 stegen van hier ook bommenwerpers op, die aangepaste V1's aan boord hadden en deze van boven zee op Engeland afvuurden.
In de nacht van 19 op 20 november 1944 kwam een trein met Nederlandse, veelal Rotterdamse dwangarbeiders op het station van Bad Zwischenahn in botsing met een daar stilstaande trein. Bij dit ongeluk kwamen 29 mensen om het leven. Dertig mensen raakten zwaar en 37 mensen licht gewond.
In maart 1945 bombardeerden geallieerde vliegtuigen het vliegveld kapot. Op 30 april 1945 naderden Canadese troepen het dorp. Een geestelijke uit het naburige Edewecht wist door bemiddeling te bewerkstelligen, dat de te Bad Zwischenahn gelegerde Duitse militairen, onder wie goed getrainde parachutisten, zich de volgende dag overgaven, waarna het vliegveld door Canadese troepen werd ingenomen. De plaats bleef zodoende, anders dan eerder Friesoythe en Edewecht, voor verwoesting aan het einde van de Tweede Wereldoorlog gespaard.
Het zuidelijker, in de richting van Edewecht liggende dorp Ekern was een dag eerder dan Bad Zwischenahn zelf al door de Canadezen veroverd; daarbij was wel sprake van zware strijd met tientallen dodelijke slachtoffers en van een vrijwel algehele verwoesting van dit dorp.

### Vanaf 1945
De restanten van de voormalige Fliegerhorst Rostrup werden tot militair hospitaal verbouwd. Dit ziekenhuis werd in 2008 gesloten. In 2002 vond de Landesgartenschau Niedersachsen plaats; op een deel van het terrein van de voormalige vliegbasis staat nu het complex Park der Gärten met daarnaast het golfterrein van Bad Zwischenahn.
Na de oorlog ontwikkelde Bad Zwischenahn zich tot het huidige welvarende kuur- en toeristenoord.

## De Karl-Jasperskliniek

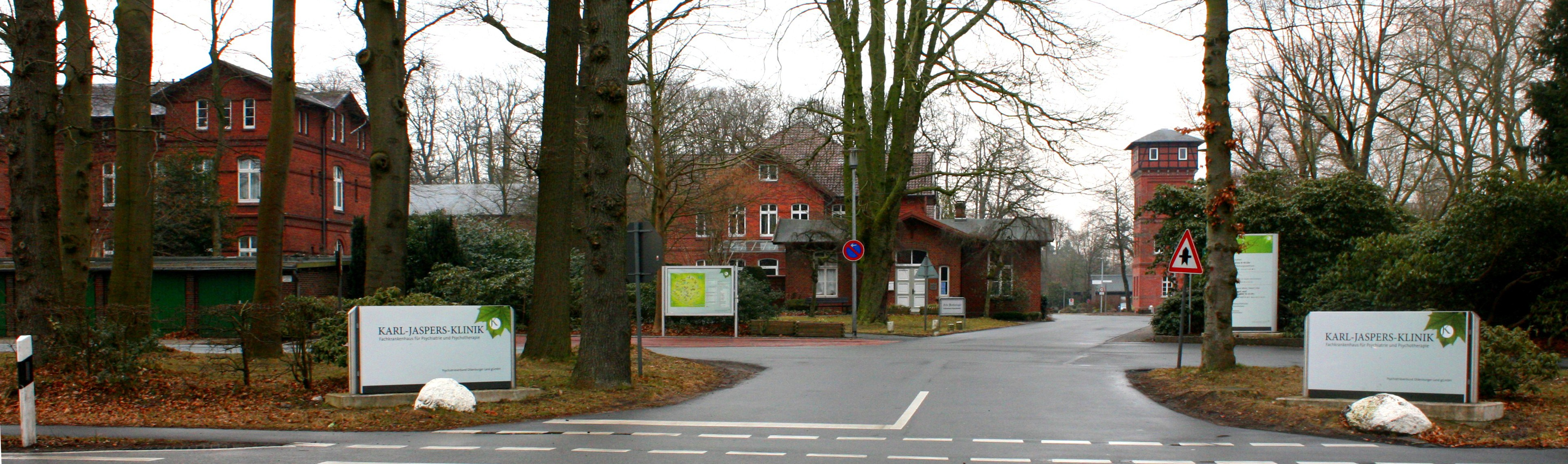
Ingang
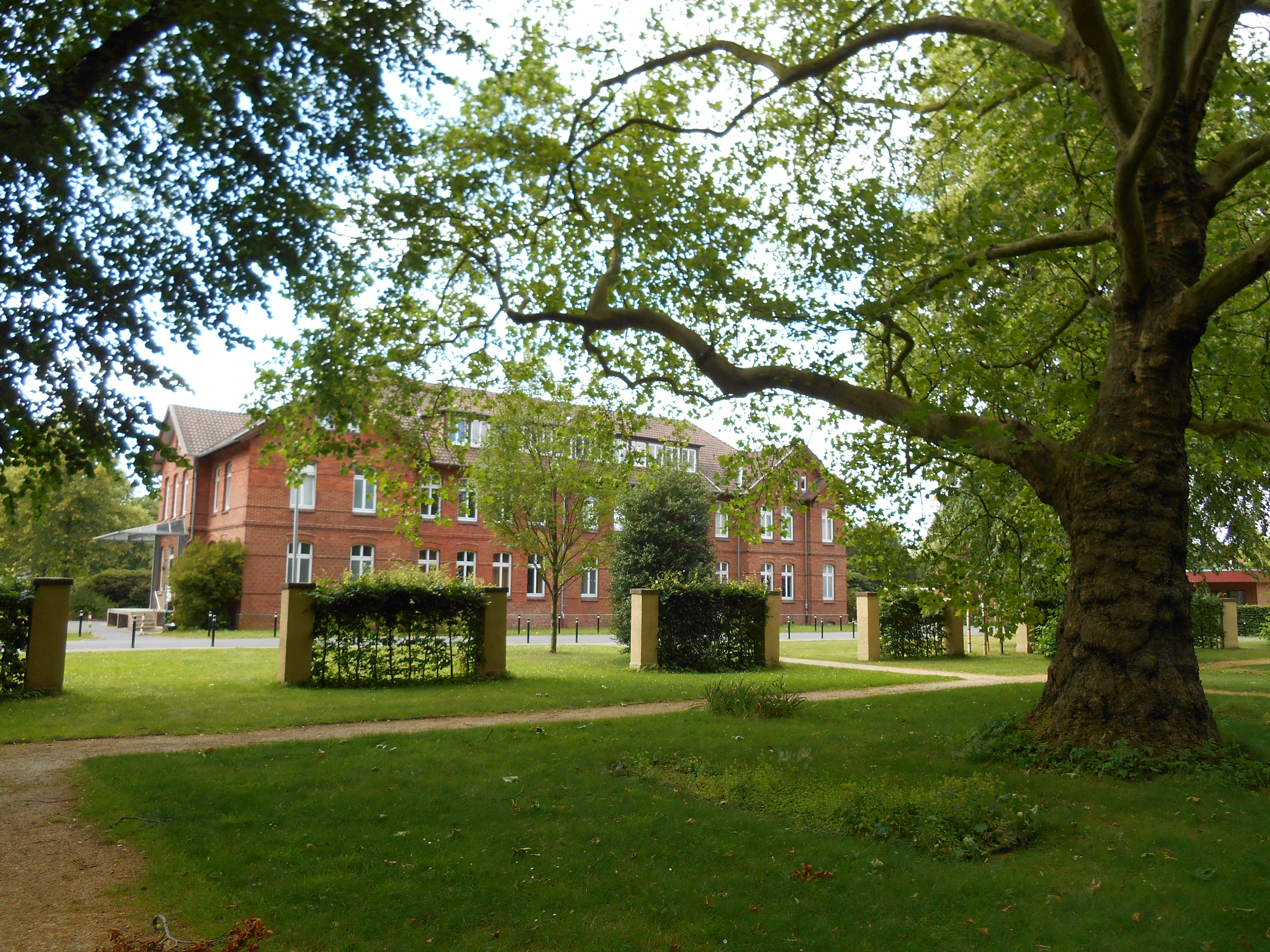
Een van de gebouwen
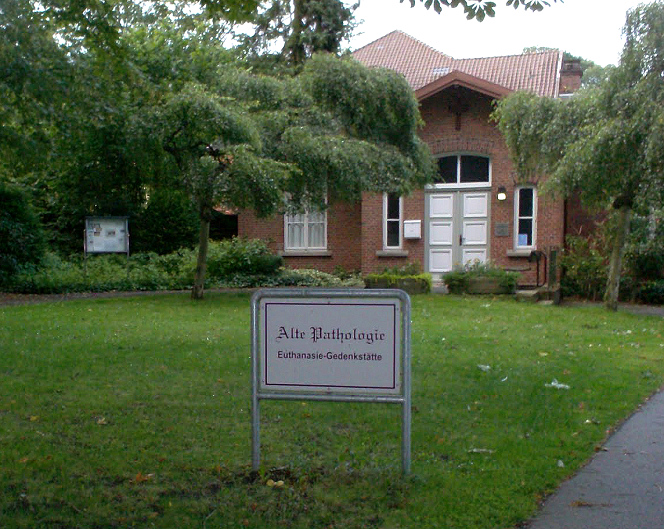
Gedenkplaats Alte Pathologie

In 1858 werd in stadsdeel Wehnen een Irrenheilanstalt (krankzinnigengesticht) met 80 bedden opgericht en geopend. In 1903 werd het de  „Heil- und Pflegeanstalt Wehnen"; het aantal bedden steeg tot boven de 300, zodat er paviljoens (met 3-4 etages) bij gebouwd werden.
In Adolf Hitlers Derde Rijk gold de opvatting, dat verstandelijk gehandicapten lebensunwertes Leben waren, en dat zij het beste d.m.v. euthanasie gedood konden worden (zie: Aktion T4). Van 1939, twee jaar voor de start van het officiële T4-programma, tot 1945 werden ook in de inrichting van Wehnen (die in 1939 een capaciteit van 400 bedden had, maar ineens 1200 zieken moest herbergen) patiënten om deze reden gedood, in veel gevallen door hun opzettelijk voedsel te onthouden, of te voeden met eten, dat een voedingswaarde nihil had. Eén onderzoeker schat het totaal aantal slachtoffers hiervan gedurende de nazitijd op 1.500. Buitenlandse patiënten, en patiënten uit andere inrichtingen in de regio, werden soms naar Wehnen gebracht, om hen hier te doden. Gegevens over deze misdaden tegen de menselijkheid werden lange tijd verzwegen. Enige voor de moorden verantwoordelijke artsen bleven na de Tweede Wereldoorlog gewoon hun beroep uitoefenen. Pas rond het jaar 2000, toen onderzoekers zich in dit zeer pijnlijke dossier gingen verdiepen, kwam de ware omvang van de gebeurtenissen in de kliniek aan het licht. In 2005 werd een wetenschappelijk onderzoek hiernaar uitgevoerd door de universiteit van Oldenburg. In 2002 werd een bijgebouw van de kliniek, het voormalig sectielokaal Alte Pathologie, als gedenkplaats en museum ingericht. Regelmatig worden hier films vertoond over dit onderwerp. In 2017 is over de gebeurtenissen in Wehnen een op een ware geschiedenis gebaseerde speelfilm gemaakt, getiteld Ich werde nicht schweigen, met de bekende actrice Nadja Uhl in de hoofdrol van een ten onrechte schizofreen verklaarde vrouw.
Na de Tweede Wereldoorlog werd de kliniek een overheidsinstelling, die in 2007 naar de beroemde psychiater en filosoof Karl Jaspers genoemd werd. De instelling, die werkt volgens moderne, algemeen aanvaarde humanitaire en medische normen, heeft in 2019 bijna duizend personeelsleden, 591 bedden en 84 dagbestedingsplaatsen voor alle takken van geestelijke gezondheidszorg, en is de belangrijkste in haar soort in de verre omtrek. De Karl-Jasperskliniek heeft in haar vakgebied de status van academisch ziekenhuis van de universiteit van Oldenburg.

## Natuurschoon, bezienswaardigheden, recreatie
- Het Zwischenahner Meer (watersport, rondvaarten)
- Bad Zwischenahn is een kuuroord. Hierdoor zijn er relatief veel hotels, ook in de meest luxe prijsklasse, gevestigd. Een van die hotels huisvest ook een casino. Dit gebouw staat iets ten noordwesten van Ortsteil Kayhausen, aan de oostoever van het meer.
- In 2002 was in de gemeente Bad Zwischenahn de Landesgartenschau van de deelstaat Nedersaksen. Na dit grote, op de Nederlandse Floriade lijkende evenement, zijn veel van de daarvoor in stadsdeel Rostrup aangelegde thematuinen en -parken bewaard gebleven als tegen betaling toegankelijk park met de naam Park der Gärten. Het park omvat mede een uitzichttoren en een botanisch museum.
- De middeleeuwse St. Johannes-de-Doperkerk te Bad Zwischenahn, het oudste gebouw in de gemeente
- De in 1938 door de bekende architect Fritz Höger ontworpen, 35 meter hoge, watertoren is in gebruik als uitzichttoren en kan beklommen worden.
- In de gemeente zijn enkele karakteristieke, oude boerderijen en windmolens bewaard gebleven. Een aantal daarvan is herbouwd in een openluchtmuseum, dat zich iets ten noordoosten van het centrum, dicht bij de aanlegsteiger van de rondvaartboten bevindt.
- In het dorp Specken staat een voormalige jeneverstokerij. In het gebouw is een bescheiden dorpsmuseum met horecagelegenheid ondergebracht.

### Het kuurbedrijf
Bad Zwischenahn is ten minste sedert 1956, toen de overkoepelende Kurbetriebsgesellschaft Bad Zwischenahn werd opgericht, een kuuroord. In het kader hiervan, bevindt zich in een aan parken en tuinen rijke wijk van deze plaats, aan de zuidoever van het meer, een revalidatiekliniek (Reha-Zentrum), waar men van vele ziektes en kwalen kan herstellen of genezen. Daarnaast is er in de plaats een kliniek voor ambulante revalidatie, een gezondheidscentrum, een golfslagbad met sauna en een zgn. wellness-dorp. Alle kuurinrichtingen liggen aan het Zwischenahner Meer. De gemeente bezit ook watertrappelparcoursen en andere faciliteiten voor Kneippkuren. Hiermee samenhangend is er enig uitgaans- en cultureel leven ontstaan, dat typisch is voor Duitse kuuroorden.

### HetAlte Kurhaus
In 1874 werd naar ontwerp van  de architect Ludwig Klingenberg in een 16.400 m2 groot park een monumentaal gebouw opgericht, dat aanvankelijk als  Kurhaus met aanpalend restaurant functioneerde. In 1895 werd het een sanatorium. Tijdens de Tweede Wereldoorlog werd het een lazaret voor de Wehrmacht, en van 1945-1949 voor de geallieerde bezettingstroepen. Van 1950 tot 1997 was het gebouw weer een kliniek. In 1997 kocht de gemeente Bad Zwischenahn het pand en liet het opknappen. De gemeentelijke bibliotheek, het gemeentearchief en de afdeling sociale zaken van de gemeente werden er gevestigd.
De Rondell genaamde ruimte, op de begane grond, herbergt een restaurant. In de representatieve voormalige  Kursaal of Spiegelsaal worden huwelijkssluitingen, lezingen, concerten, exposities  en seminars gehouden. Deze en andere ruimten worden via het toeristisch bureau van de gemeente verhuurd.

### DeElmendorfer Burg
Ín het midden van de 12e eeuw werden nabij de huidige Ortsteile Elmendorf en Dreibergen drie kunstmatige heuveltjes opgeworpen en omgracht. Op één ervan heeft tot in het begin van de 14e eeuw een houten burcht gestaan, die door vazallen van de graven van Oldenburg werd bewoond. Graaf Eglimar II van Oldenburg (1108 - 1142) gaf de edelman Friedrich van Anvorde zijn dochter Beatrix tot vrouw. Deze Friedrich was wellicht de eerste bewoner van de burcht, die in de 14e eeuw overbodig werd en verviel. 
Wellicht is het dorp Dreibergen naar deze drie heuveltjes genoemd. Ter plaatse zijn bij archeologisch onderzoek talrijke gebruiksvoorwerpen, daterend uit de middeleeuwen, gevonden, waarvan de meeste zich in collecties van musea bevinden. De van fraai geboomte voorziene locatie van de voormalige Elmendorfer Burg , achter een hotel te Dreibergen, op enkele honderden meters van de noordoever van het Zwischenahner Meer, is vrij toegankelijk. Informatieborden geven duidelijk uitleg over de voormalige burcht.

## Partnergemeentes
- Izegem in België
- Centerville (Ohio)  in de USA
- Gołuchów in Polen

## Belangrijke personen in relatie tot de gemeente

### Overleden

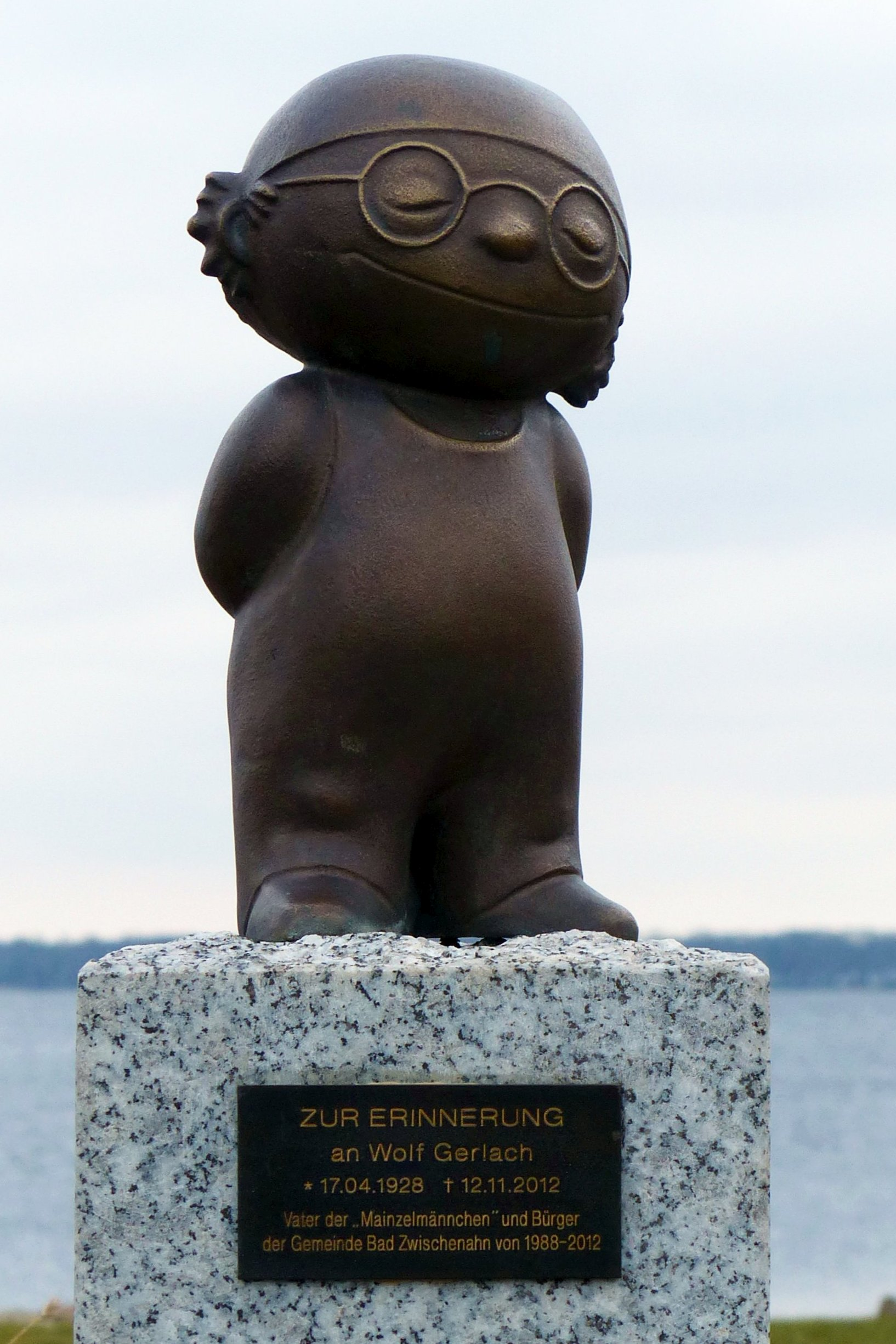
Mainzelmännchen te Bad Zwischenahn, ter gedachtenis aan Wolf Gerlach

- Georg Müller vom Siel (* 13 juni 1865 in Großensiel (Butjadingen); † 13 januari 1939 in de Karl-Jasperskliniek te Wehnen), Duits kunstschilder, vooral bekend uit zijn periode te Dötlingen
- Wolf Gerlach (* 17 april 1928 in Stolp, Pommeren, tegenwoordig Słupsk in Polen; † 12 november 2012), bedenker van de Mainzelmännchen, figuurtjes in Duitse tv-reclameblokken

### Overigen
- Sophie Charlotte van Oldenburg (Oldenburg, 2 februari 1879 - Westerstede, 29 maart 1964) , hertogin uit het Huis Holstein-Gottorp bracht haar levensavond door te Bad Zwischenahn
- Ferdi Rohde (* in Dringenburg gem. Bad Driburg, 7 november 1957), voormalig voetballer, inwoner van Bad Zwischenahn
- Janosch (* in 1931 te Zabrze), kinderboekenschrijver en -illustrateur, kwam als Heimatvertriebener in 1946 in Bad Zwischenahn te wonen en bleef er tot 1962

## Galerij

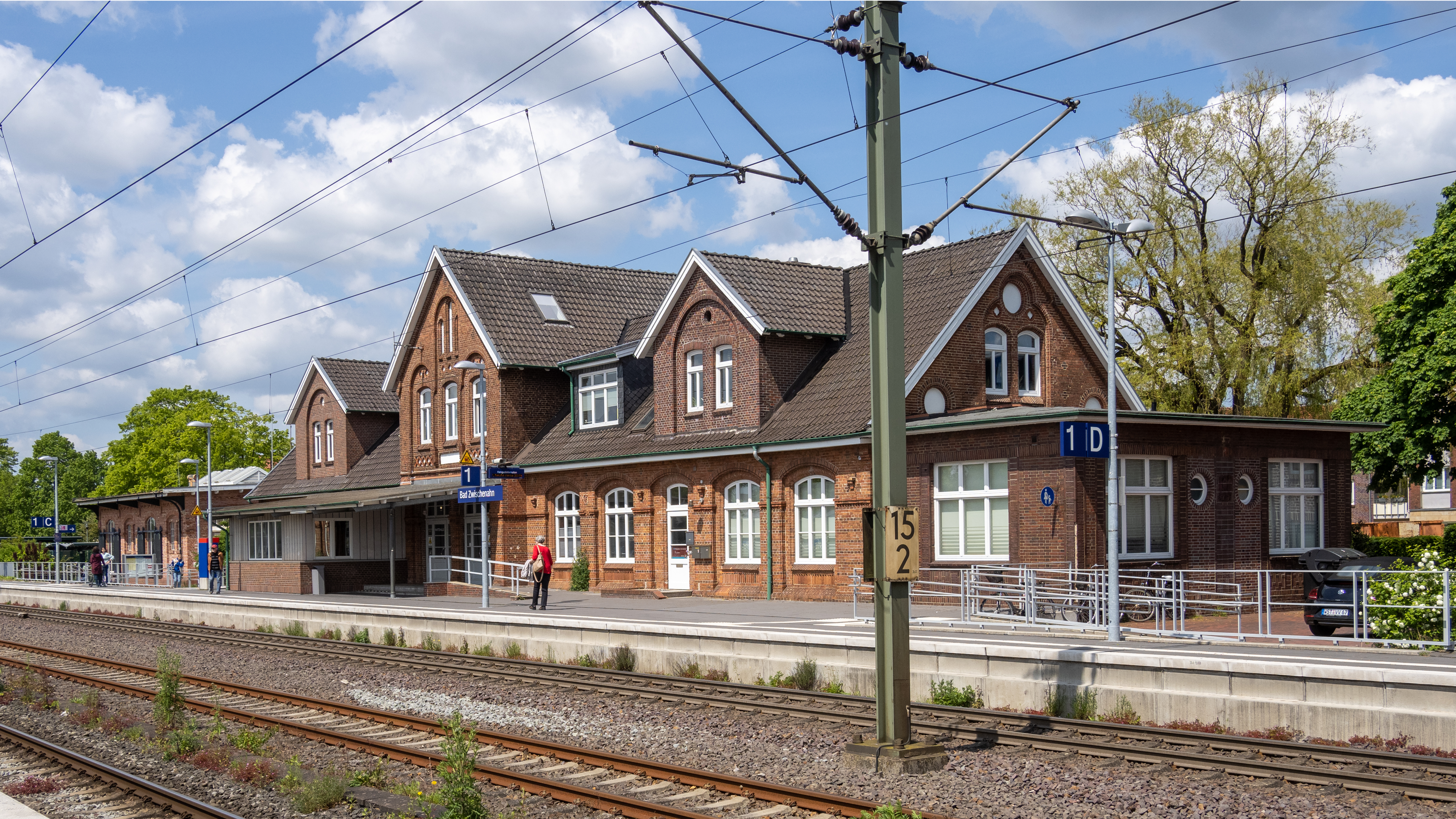
Stationsgebouw
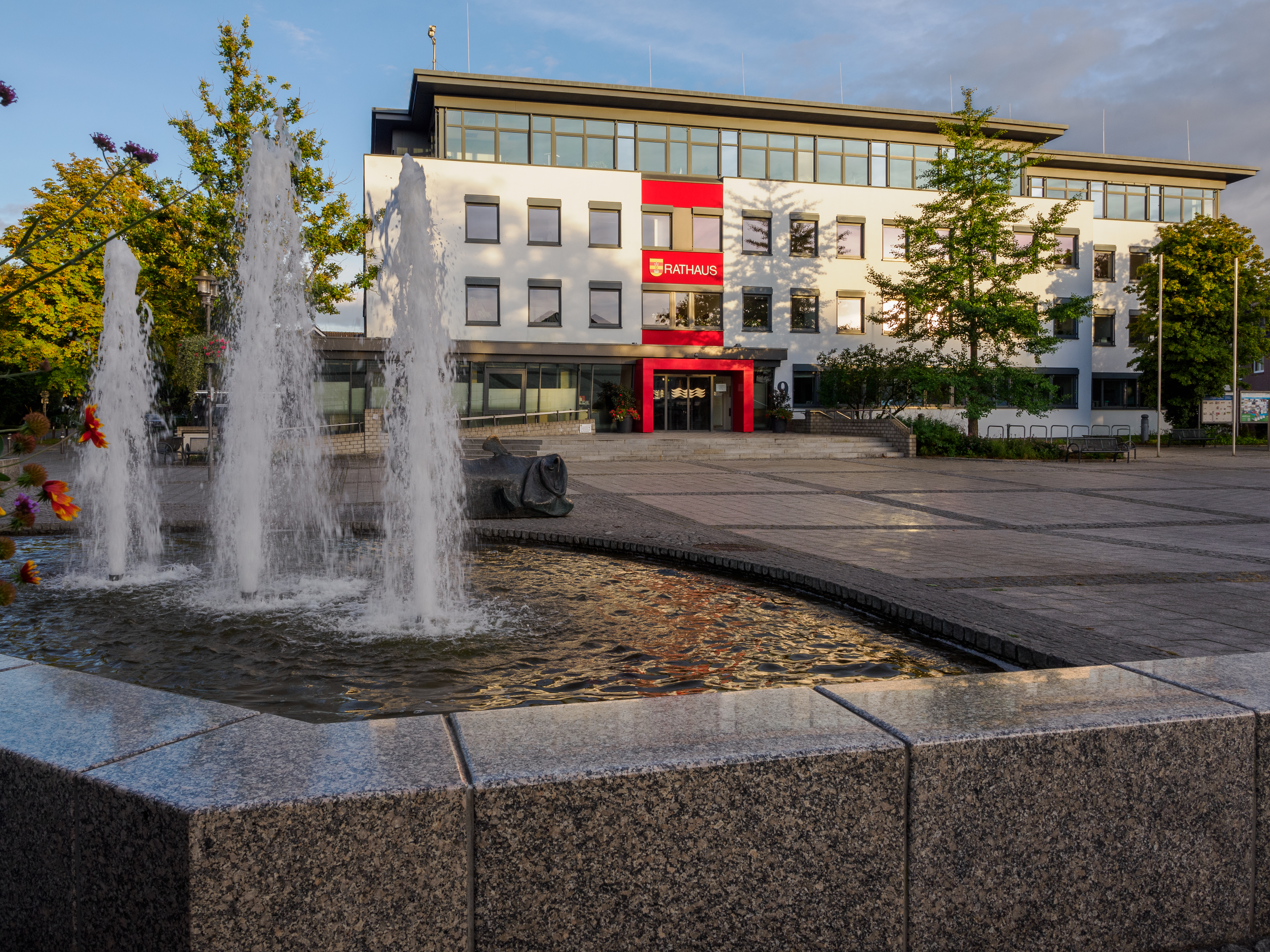
Het nieuwe gemeentehuis
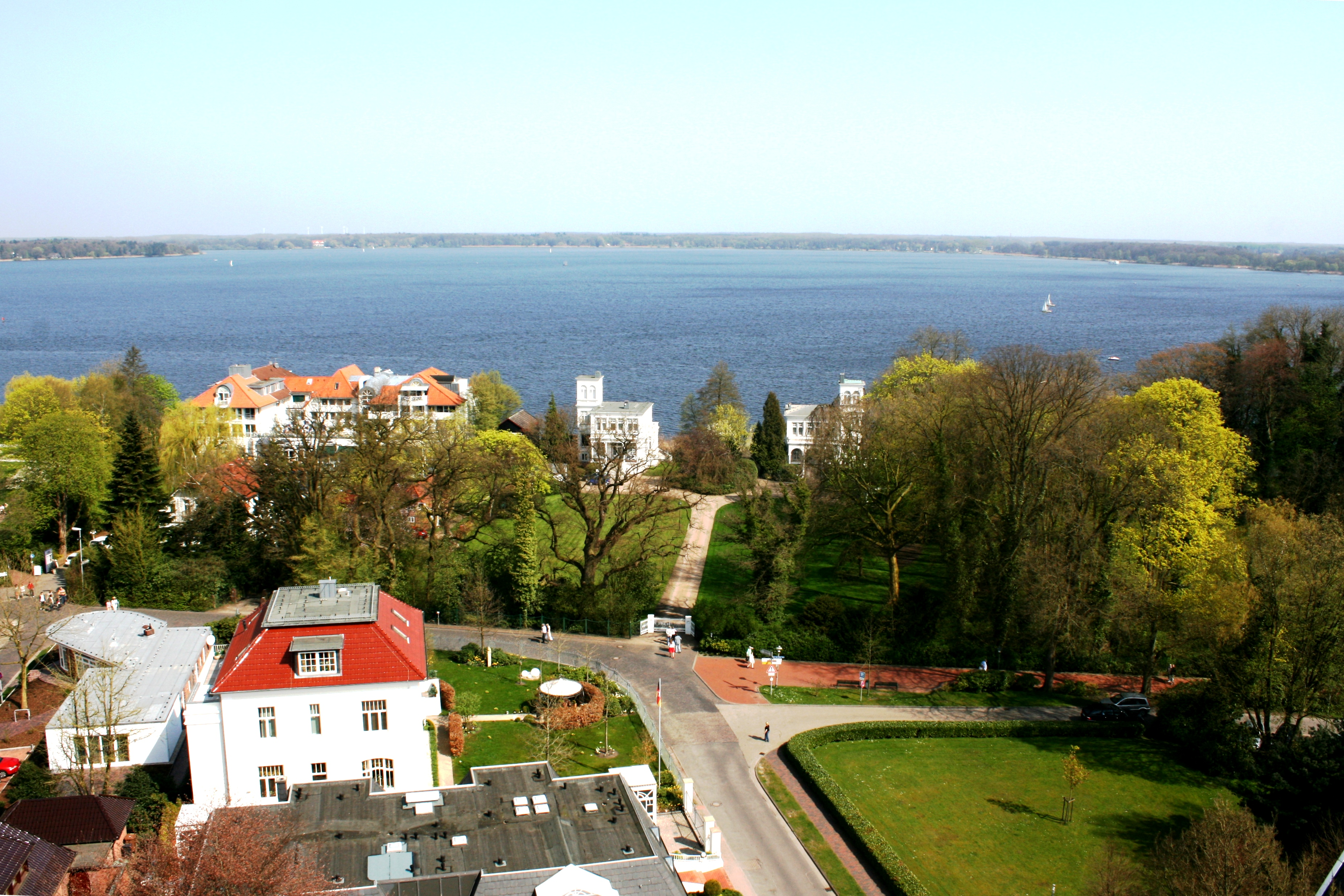
Zicht op het meer
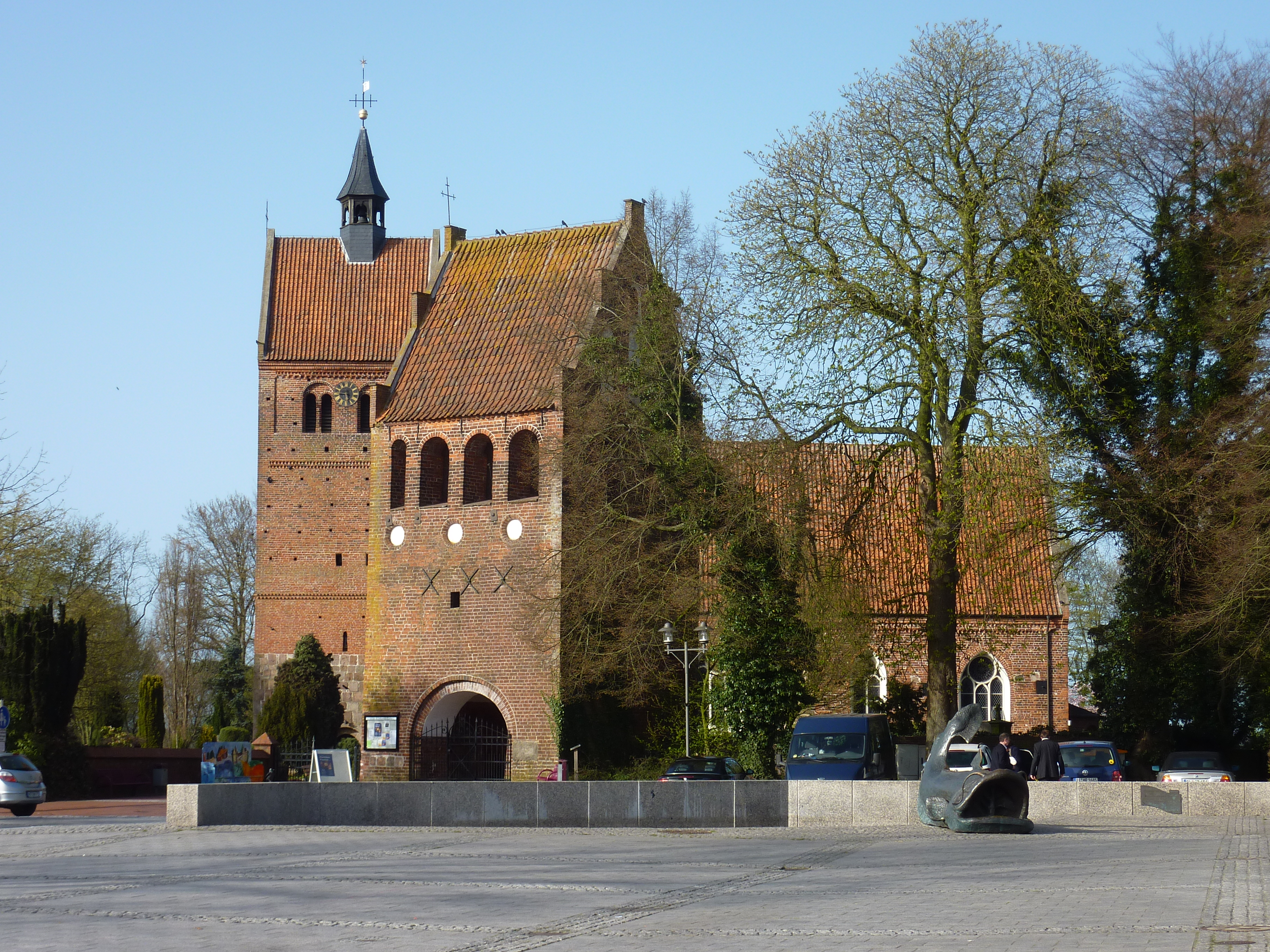
St. Johannes-de-Doperkerk
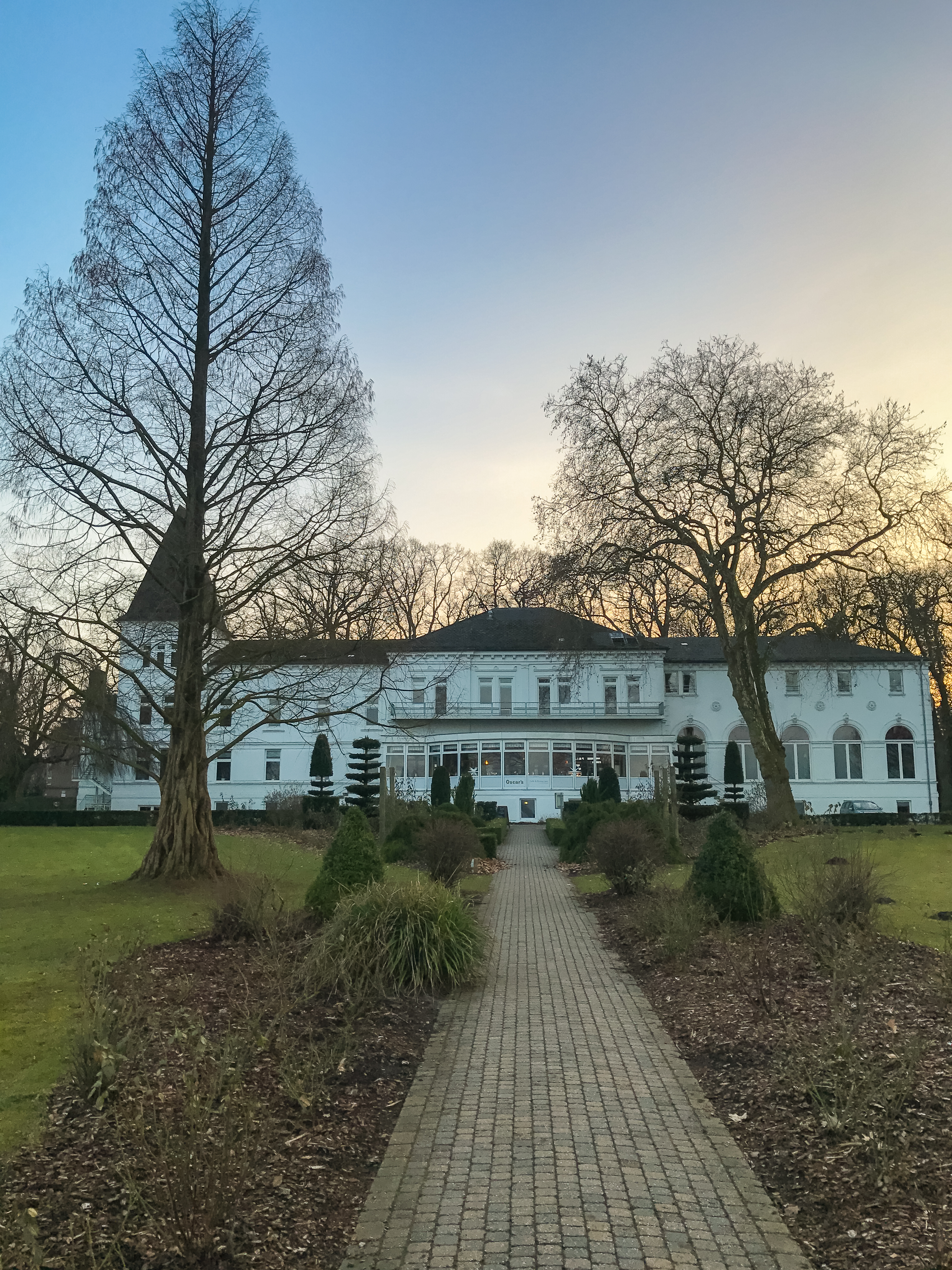
Het Alte Kurhaus
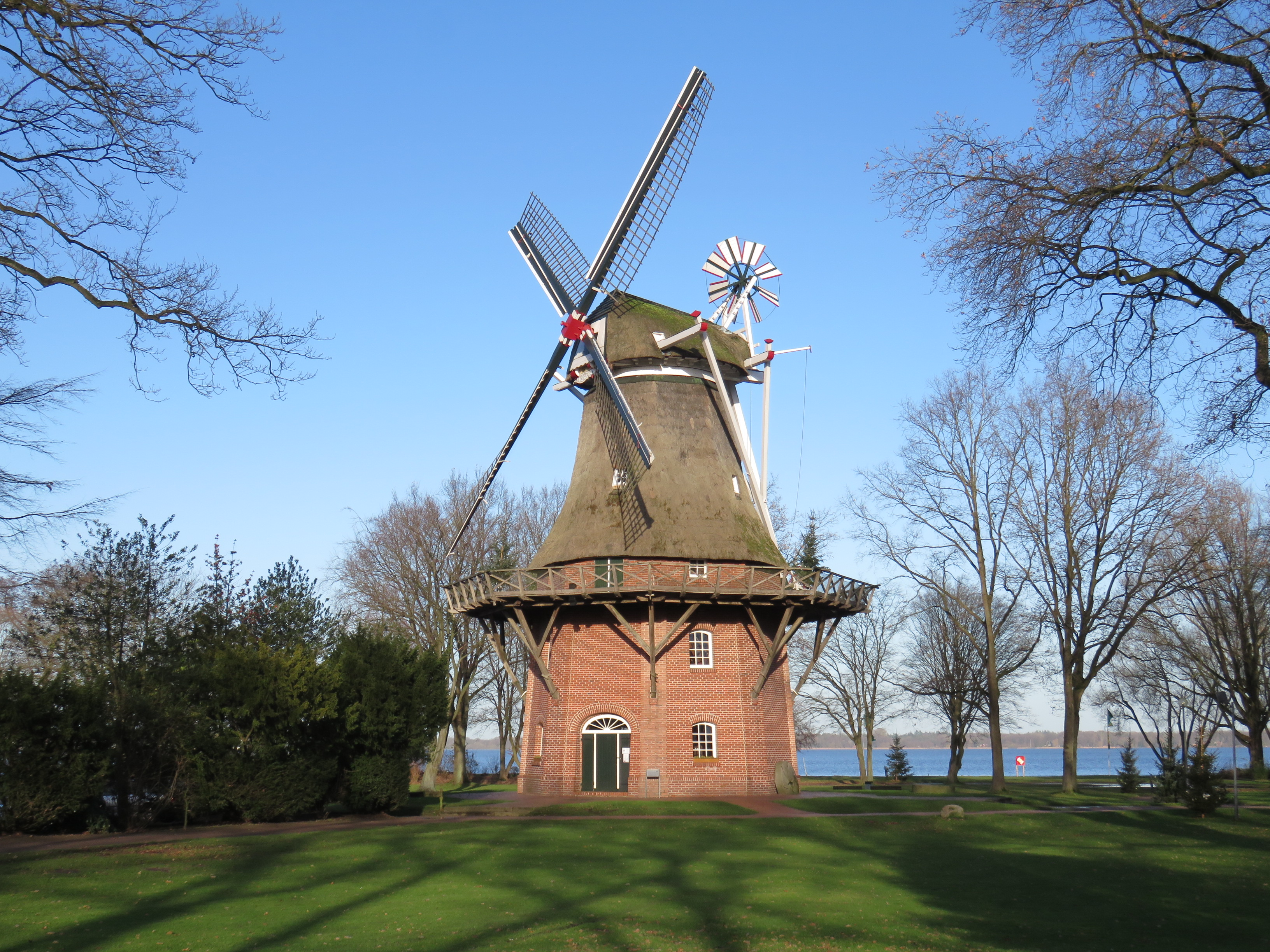
Windmolen in het Kurpark bij het openluchtmuseum
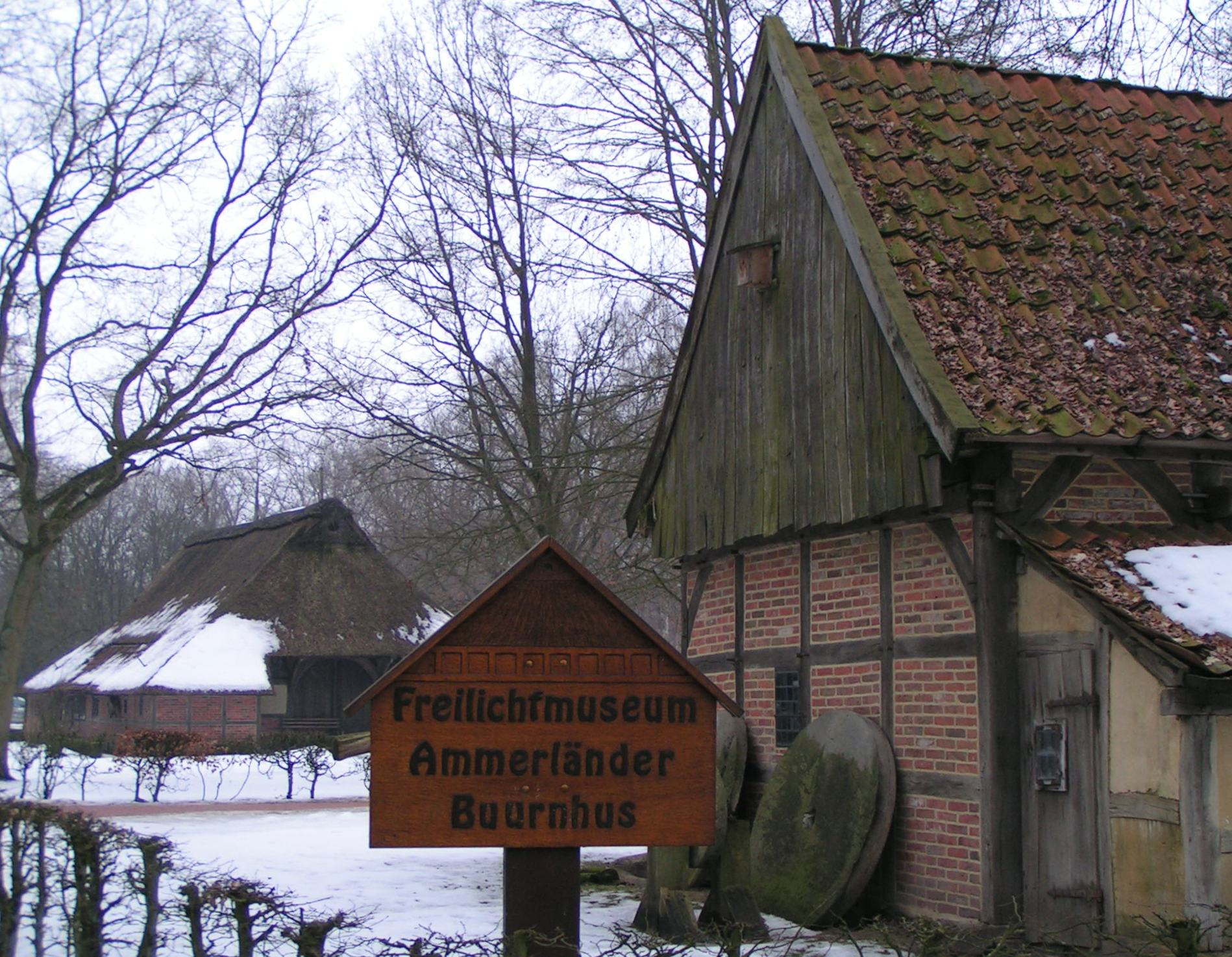
In het openluchtmuseum
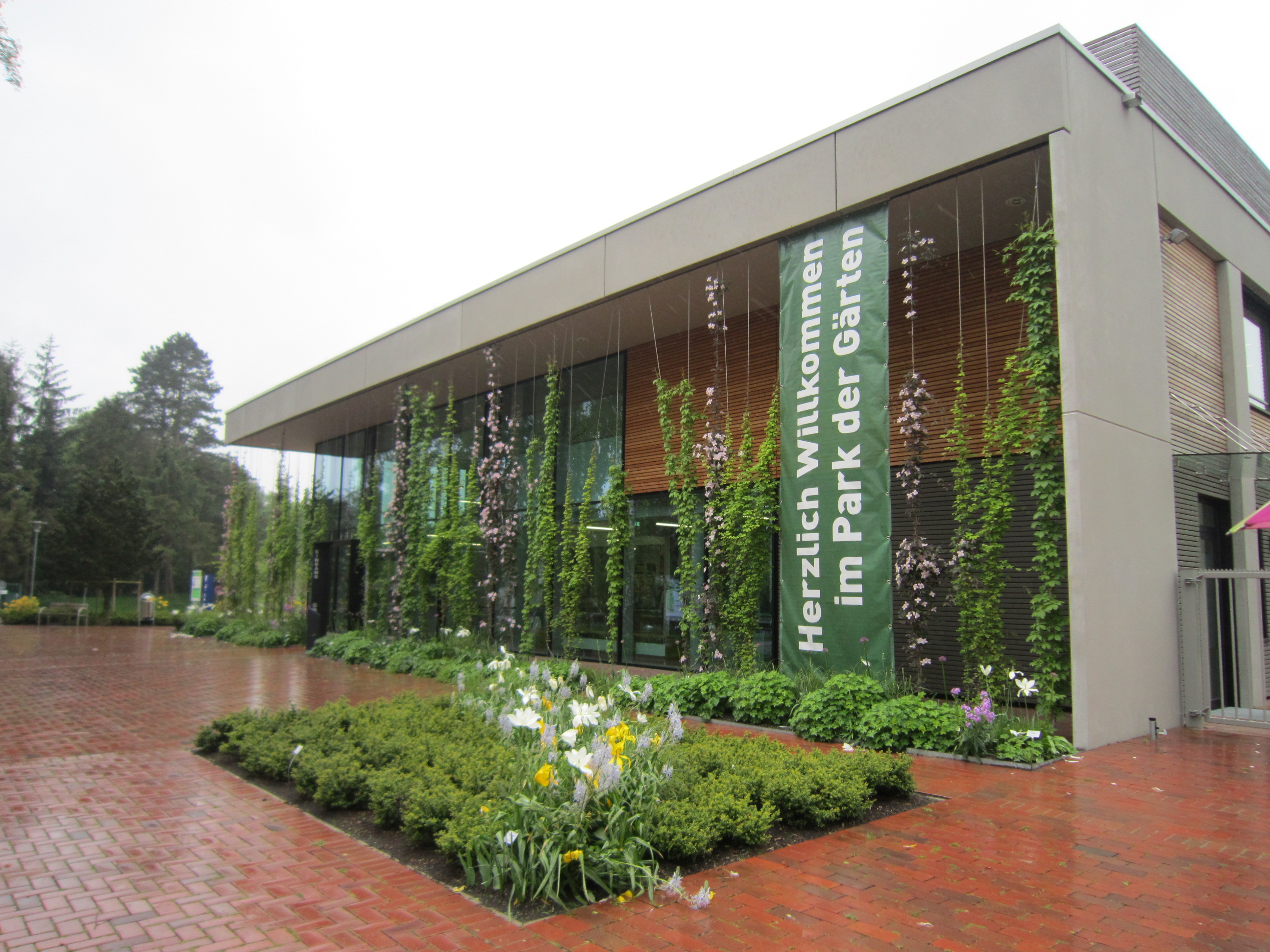
Ingangsgebouw Park der Gärten, Rostrup
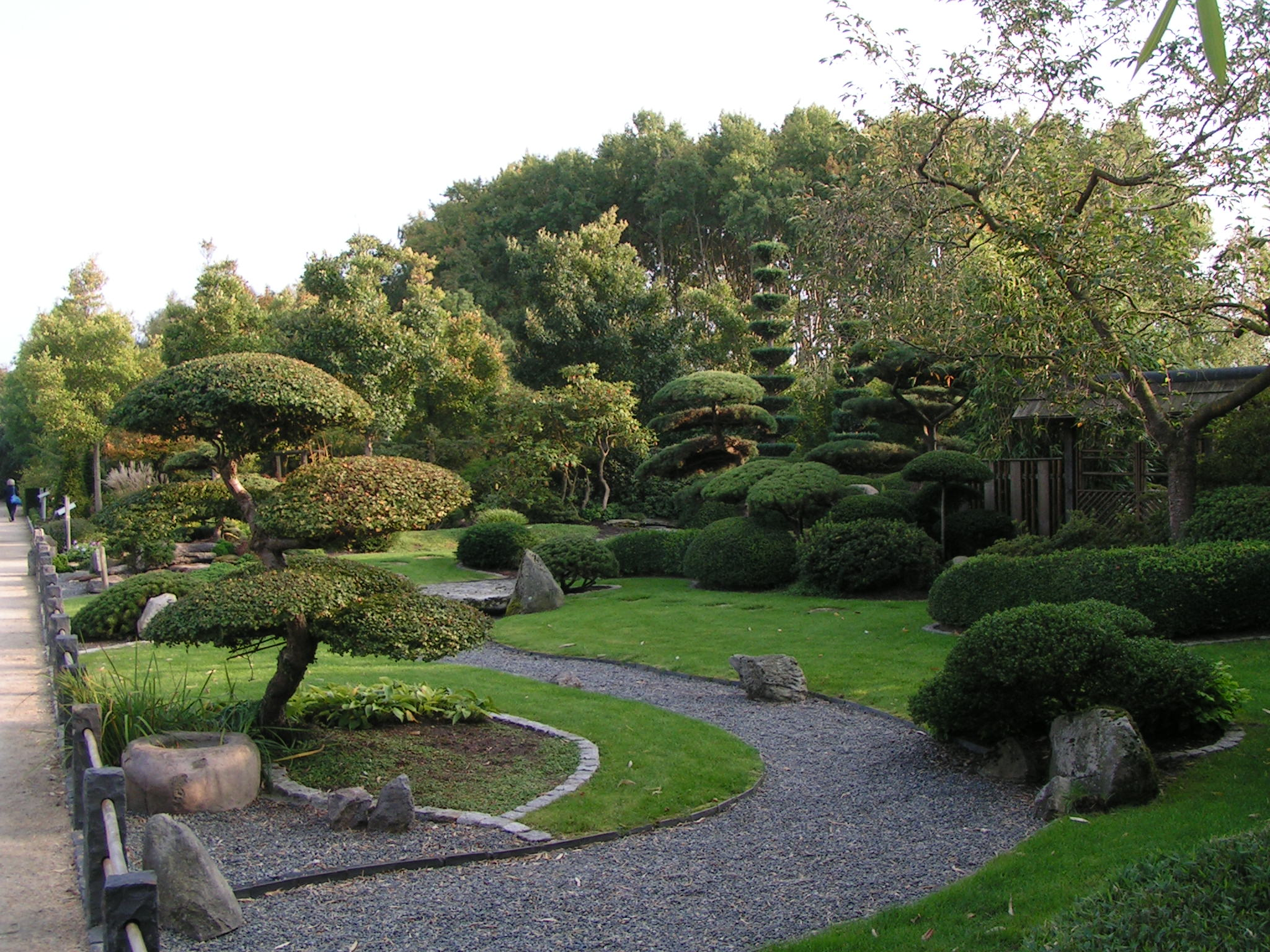
Japanse tuin in Rostrup
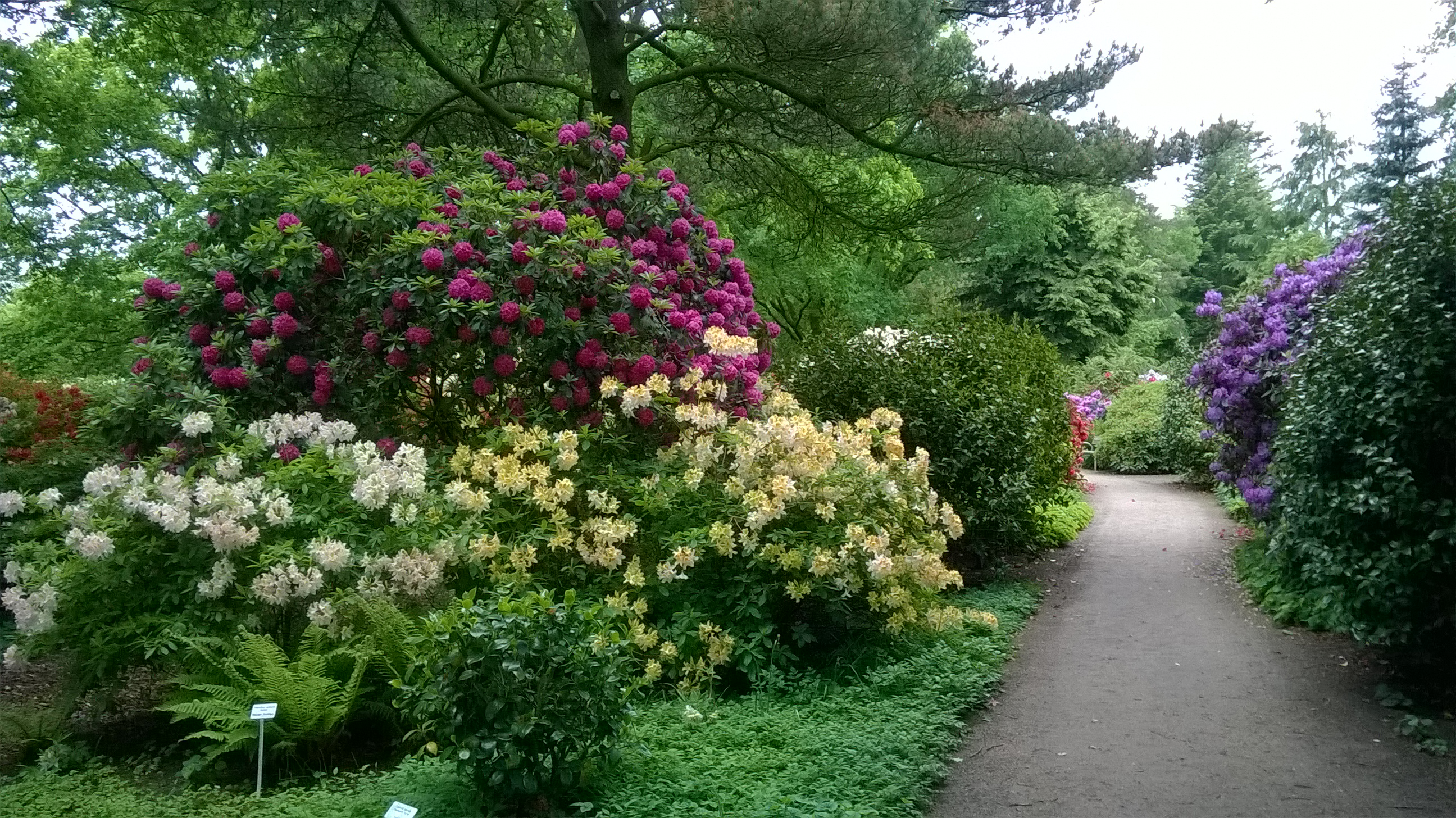
Rododendronpark, Rostrup
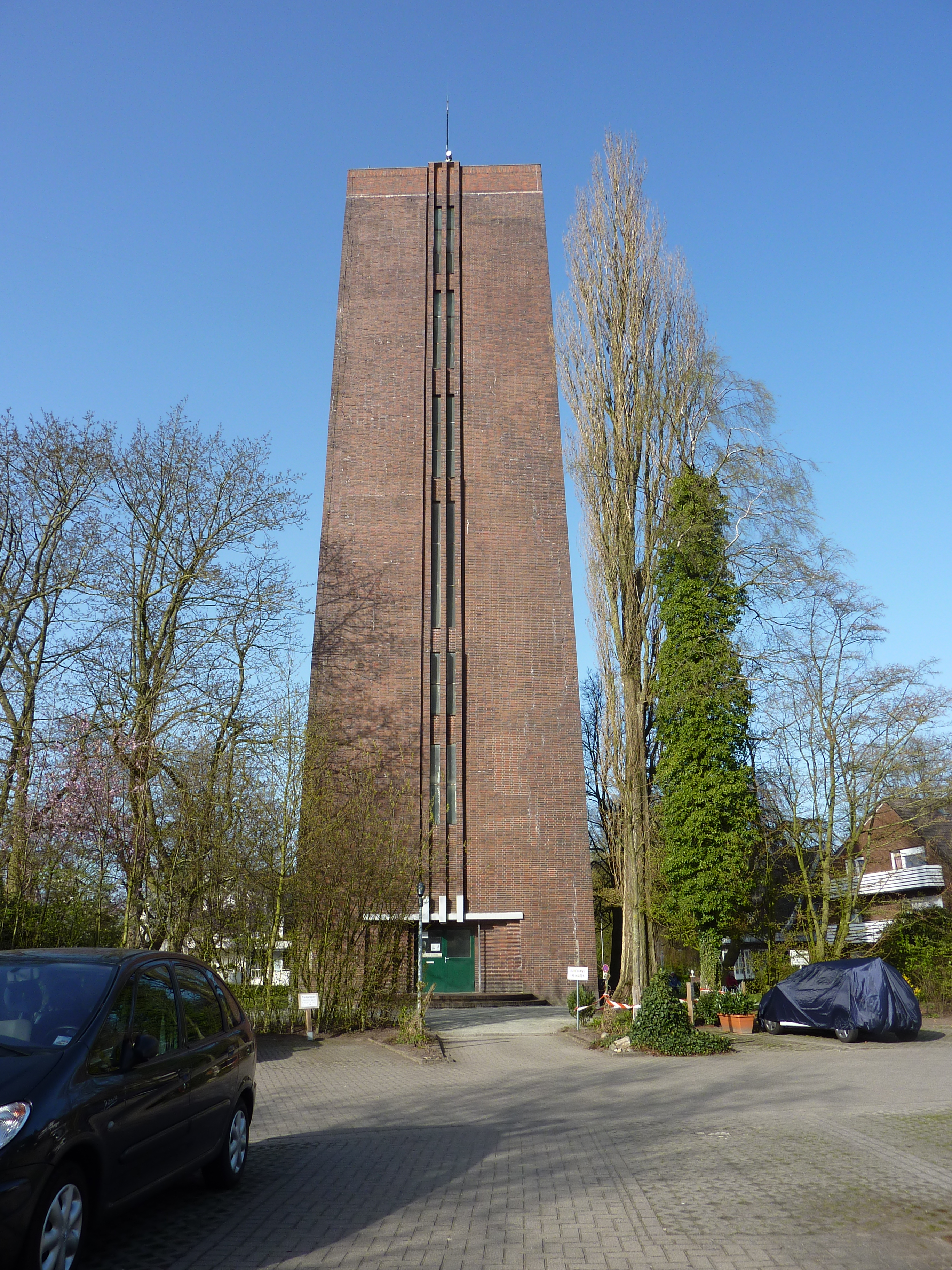
Watertoren
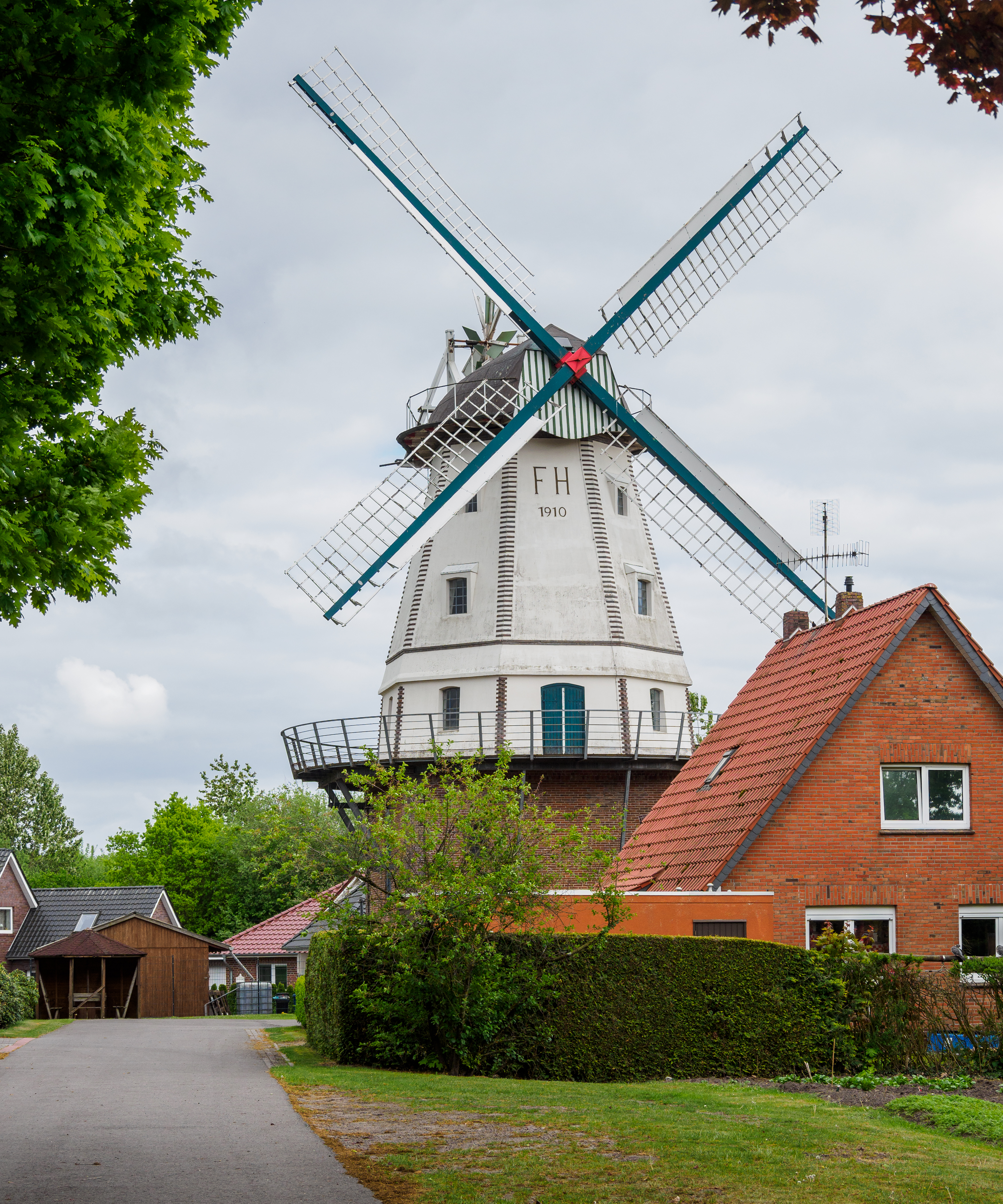
Windmolen Ekern
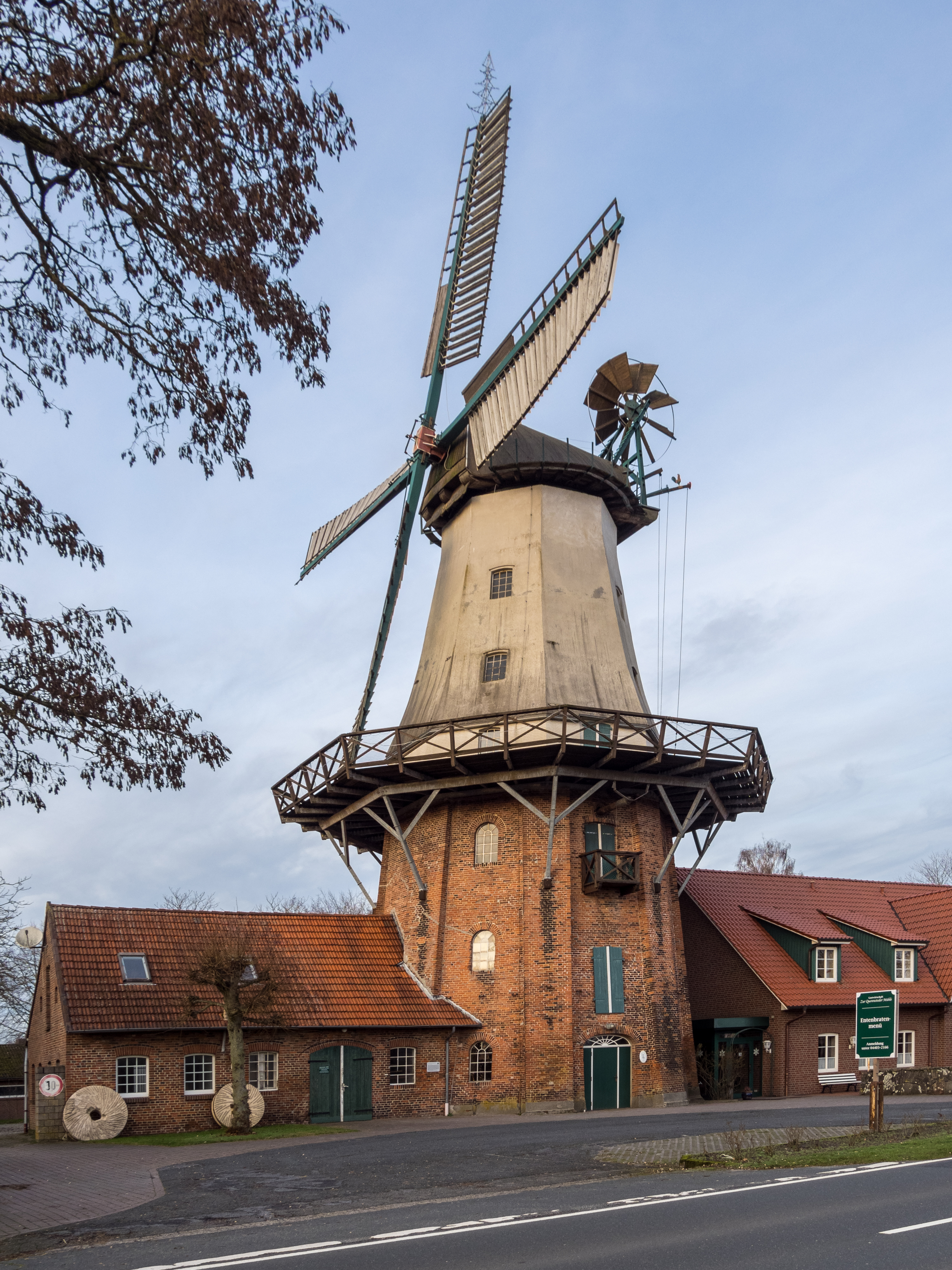
Windmolen Querenstede
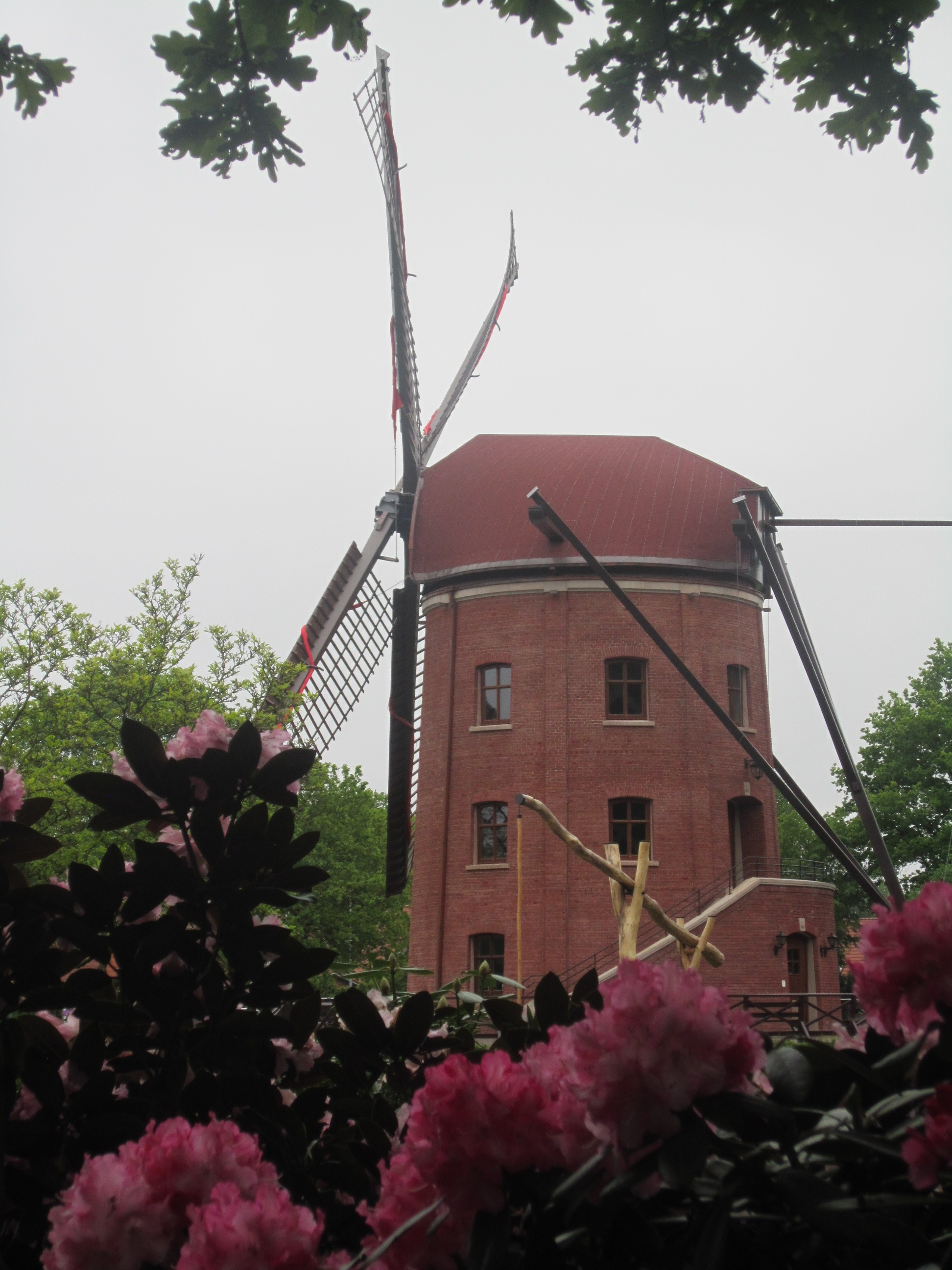
Zgn. Rügenwalder molen te Kayhausen (2012), reclame-object van de worstfabriek
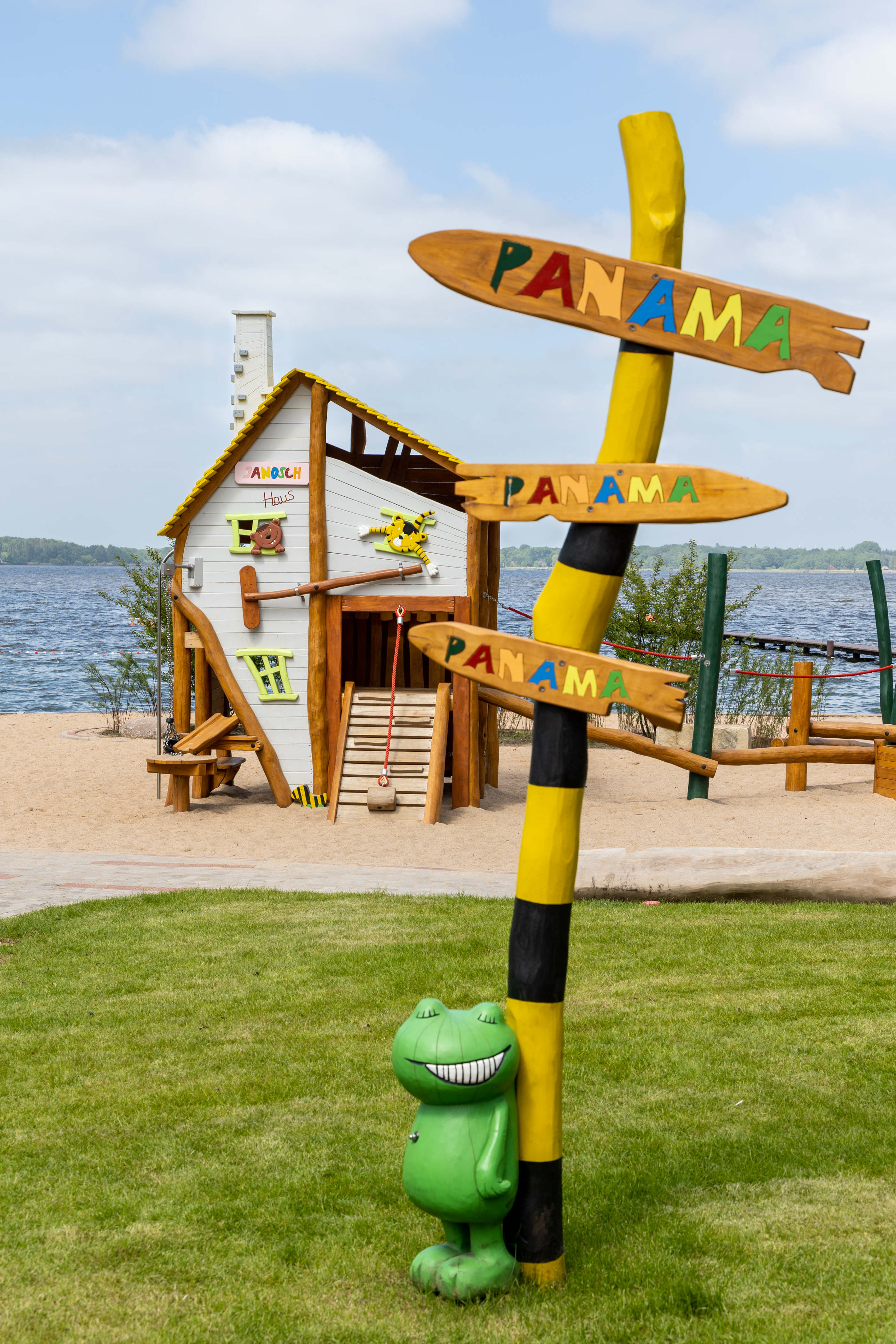
Janosch-kinderspeelplaats  (2023) te Bad Zwischenahn

- Gemeinsame Normdatei: 4109101-2
- Library of Congress Control Number: n89119185
- MusicBrainz: 54019c17-9f9b-4976-b0cd-8749fe232e70
- Nationale Bibliotheek van Tsjechië: ge605704
- Nationale Bibliotheek van Israël: 987007567572605171
- Virtual International Authority File: 139091223
- WorldCat: E39PBJj4p4QxDt4TFpTC9hD8YP

Apen ·
Bad Zwischenahn ·
Edewecht ·
Rastede ·
Westerstede ·
Wiefelstede